# Ivo Žďárek
Ivo Žďárek (6. listopadu 1960 Trutnov – 20. září 2008 Islámábád, Pákistán) byl český diplomat, velvyslanec České republiky ve Vietnamu (2004-2008) a Pákistánu (srpen až září 2008).
Zahynul následkem teroristického útoku na hotel Marriott v Islámábádu. Samotný pumový útok přežil jen s několika škrábanci, načež i se svojí vietnamskou přítelkyní pomáhal evakuovat raněné lidi z hořící budovy. Oba uvázli v ohni a uhořeli.

## Vzdělání
V roce 1985 vystudoval moskevský Státní institut mezinárodních vztahů MGIMO a v roce 1993 absolvoval na Stanfordově univerzitě diplomatický tréninkový kurs.

## Diplomatická kariéra
Od roku 1986 byl zaměstnancem Federálního ministerstva zahraničních věcí Československa. V letech 1988 až 1992 působil na konzulátu v čínské Šanghaji, v roce 1992 pak jako 3. tajemník československého velvyslanectví v Pekingu. V letech 1993 až 1994 pracoval na ministerstvu zahraničních věcí v Praze a v letech 1995 až 1999 byl generálním konzulem České republiky v Šanghaji. V letech 2000 až 2003 pracoval v různých funkcích na ministerstvu zahraničních věcí v Praze.
V letech 2004 až 2008 působil jako český velvyslanec v Hanoji ve Vietnamu. V té době na českém velvyslanectví v Hanoji propukl skandál s uplácením úředníků při udělování víz. České úřady dokonce velvyslanectví vyšetřovaly. O Žďárkově trestné činnosti se nic nezjistilo. Podle Žďárkova známého Pojara Žďárek proti korupci na velvyslanectví bojoval.
Od srpna 2008 se stal českým velvyslancem v Pákistánu.

## Smrt
Jelikož v době jeho jmenování nebyla ještě ambasáda připravena k provozu, Žďárek si zřídil dočasnou rezidenci v mezinárodním hotelu Marriott v Islámábádu, na který spáchala neznámá organizace sebevražedný teroristický útok za pomoci automobilu s asi tunou výbušnin. Podle zpravodajského portálu ihned.cz telefonoval Žďárek na českou ambasádu ještě po útoku, byl v pořádku a později telefonicky žádal o evakuaci z hořícího objektu hotelu. Později se však s ním už nepodařilo spojit a následně byli nalezeno jeho tělo a dalších 52 oběti, 271 lidí bylo zraněno. Podle svědectví přeživších Žďárek a jeho vietnamská přítelkyně po útoku pomáhali z hořících trosek budovy evakuovat zraněné lidi a sami přitom uvízli v plamenech.
| „           | Český velvyslanec přišel o život, když se pokoušel vytáhnout nějaké zraněné lidi z plamenů uvnitř hotelu. Byl to statečný člověk. Češi na něj mohou být hrdí. | “ |
| — Hamíd Mir | |   |